# Кио, Энди
Э́ндрю Декла́н Ки́о (англ. Andrew Declan Keogh; 16 мая 1986, Дублин) — ирландский футболист, главный скаут австралийского клуба «Перт Глори».

## Карьера

### Ранняя карьера
Родился в Дублине. Сначала хотел стать игроком в регби, но после решил стать футболистом. Занимался футболом в дублинских командах «Cabinteely» и «St. Josephs Boys».

### «Лидс Юнайтед»
В возрасте шестнадцати лет вместе с семьей переехал в Лидс, где и начал заниматься футболом в одноименном клубе. В 2003 году, когда Энди было 20 лет, он был заявлен за первую команду «Лидса», но до 2005 года не провёл за клуб ни одного матча. Два раза сдавался в аренды, клубам «Сканторп Юнайтед» и «Бери», за которые сыграл 12 и 4 матча, соответственно. За обе команды забил по 2 мяча.

### «Сканторп Юнайтед»
14 февраля 2005 года «Сканторп» выкупил футболиста у «Лидса» за £ 50.000. В сезоне 2005/06 он вместе с Билли Шарпом представляли самую лучшую атаку в Первой Лиге. На двоих они забили 38 мячей, 15 из которых забил Кио.
12 января 2007 года Энди покинул команду, не захотев продлевать с ней контракт, тем самым став свободным агентом. Всего за время, проведённое в команде, он сыграл за неё в 86 матчах, в которых забил 19 мячей.

### «Вулверхэмптон»
23 января 2007 года Кио подписал контракт с «Вулверхэмптоном», рассчитанный на 3,5 года. До конца сезона 2006/07 он забил за «волков» 5 мячей. В сезоне 2007/08 футболист забил за команду 11 мячей (8 из которых в Лиге). В сезоне 2008/09, в котором его команда заняла первое место в Чемпионшипе и завоевала право выступать в Премьер-лиге, футболист сыграл в 42 матчах, в которых поразил ворота соперников 5 раз.
Во втором туре АПЛ сезона 2009/10 «Вулверхэмптон» в гостях встречался с «Уиганом». Кио забил единственный в матче гол и его команда отпраздновала первую гостевую победу в высшем дивизионе Англии с 1984 года. Немного позднее, в декабре 2009 года, Энди получил травму лодыжки, из-за которой выбыл из строя на 3 месяца. После выздоровления он лишь несколько раз появился на поле в составе «волков». Ему чрезвычайно не хватало игровой практики, и он был отдан сначала в аренду «Кардиффу», а затем в аренду «Бристолю». За валлийский клуб он сыграл в 16 матчах, забив в них 2 мяча, а за бристольцев — 9 матчей, в которых забил 1 гол.

### Возвращение в «Лидс Юнайтед»
15 августа 2011 года стало известно, что Энди Кио на правах аренды возвращается в «Лидс». Первый матч за «белых» он сыграл 16 августа, когда «Лидс» на своем поле принимал «Халл Сити». Свой первый мяч за команду Саймона Грейсона Энди забил 23 сентября в матче с «Брайтоном», выведя свою команду вперёд. 1 января 2012 года закончился срок его арендного соглашения с «белыми», и он вернулся в «Вулверхэмптон».

### «Миллуолл»
В конце января 2012 года Энди заключил контракт с футбольным клубом «Миллуолл» сроком на 3,5 года. Сумма трансфера, по информации, предоставленной сайтом transfermarkt, составила £242.000. 4 февраля в матче с «Вест Хэмом» состоялся дебют футболиста в составе «львов». Первый гол за команду забил 14 февраля, в ворота «Брайтона».

## Международная карьера
Впервые был приглашен в первую ирландскую сборную в марте 2007 года. 23 мая того же года в товарищеском матча против сборной Эквадора дебютировал в её составе. Свой первый мяч за национальную команду забил в товарищеском матче со сборной Сербии 24 мая 2008 года.

### Голы за сборную
| #  | Дата            | Место                        | Соперник | Счет | Результат | Турнир            |
| -- | --------------- | ---------------------------- | -------- | ---- | --------- | ----------------- |
| 1. | 24 мая 2008     | Кроук Парк, Дублин, Ирландия | Сербия   | 1-1  | 1-1       | Товарищеский матч |
| 2. | 12 октября 2012 | Авива, Дублин, Ирландия      | Германия | 1-6  | 1-6       | ЧМ 2014 (отбор)   |

## Достижения

### Командные

#### «Сканторп»
- Второе место во Второй Лиге Англии, выход в Первую Лигу: 2004/05
- Победа в Первой Лиге Англии, выход в Чемпионшип: 2006/07

#### «Вулверхэмптон»
- Победа в Чемпионшипе, выход в Премьер-лигу: 2008/09

### Личные
- Игрок года в Ирландии: 2008/09